# Saint-Trojan
Saint-Trojan ist eine französische Gemeinde mit 368 Einwohnern (Stand: 1. Januar 2022) im Département Gironde in der Region Nouvelle-Aquitaine (vor 2016: Aquitanien). Sie gehört zum Arrondissement Blaye und zum Kanton L’Estuaire.

## Geografie
Saint-Trojan liegt etwa 25 Kilometer nördlich von Bordeaux in der Saintonge und fünf Kilometer nordöstlich des Zusammenflusses von Garonne und Dordogne. Umgeben wird Saint-Trojan von den Nachbargemeinden Saint-Ciers-de-Canesse im Norden, Samonac im Osten, Bayon-sur-Gironde im Süden sowie Gauriac im Westen.

## Bevölkerungsentwicklung
| Jahr                       | 1962 | 1968 | 1975 | 1982 | 1990 | 1999 | 2008 | 2020 |
| Einwohner                  | 278  | 234  | 259  | 269  | 288  | 318  | 307  | 364  |
| Quellen: Cassini und INSEE |      |      |      |      |      |      |      |      |

## Sehenswürdigkeiten

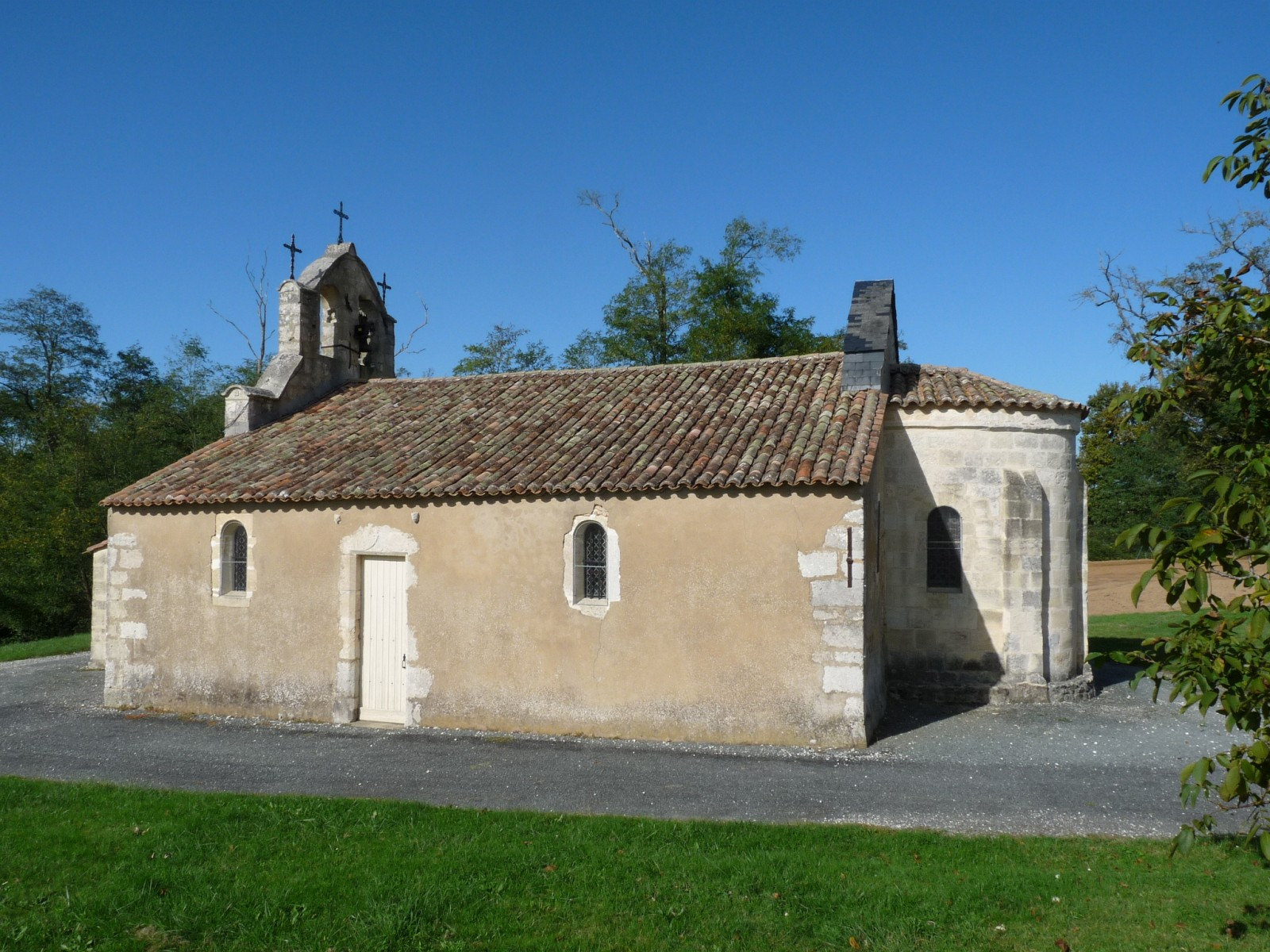
Kirche Saint-Loup
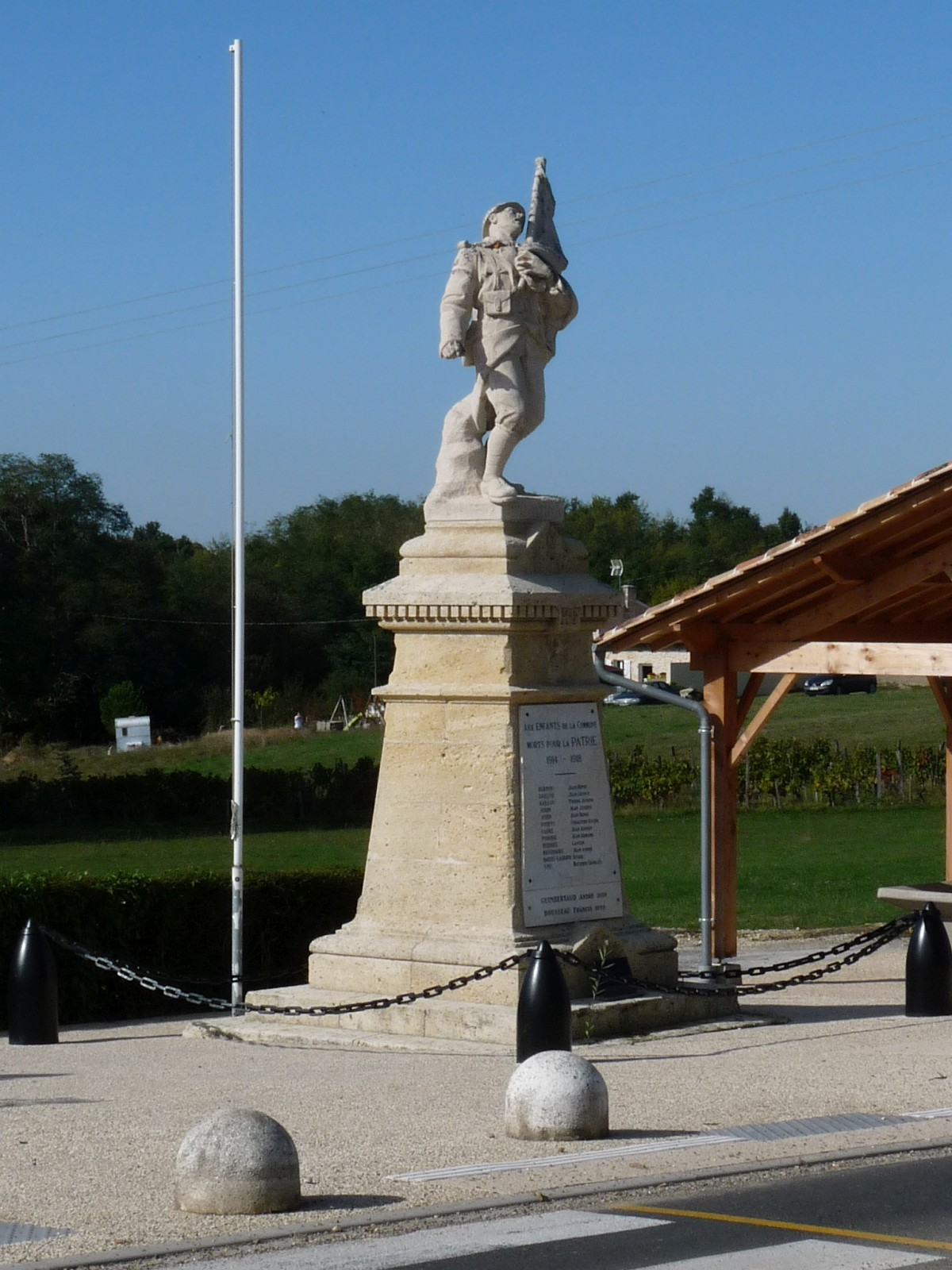
Gefallenendenkmal

- Kirche Saint-Loup
- Gefallenendenkmal